# Nisha Ayub
Nisha Ayub (Malacca, 5 de abril de 1979) es una activista de derechos transgénero de Malasia. Es cofundadora de la Fundación SEED y de la campaña de base transgénero Justice for Sisters y, en 2016, recibió el prestigioso Premio Internacional a las Mujeres de Coraje.

## Trayectoria
Ayub nació en Malasia en 1979, de ascendencia mixta india y esrilanquesa por parte materna y malaya paterna. Recuerda que cuando era niña solía usar un «selendang» (chal) mientras bailaba canciones de Bollywood. Fue criada por su familia materna cristiana tras de la muerte de su padre cuando ella tenía seis años. Su madre es musulmana convertida. A los nueve años, participó en una concurso de disfraces, vestida de bailarina, donde llevaba un vestido negro y una peluca. En ese momento, se dio cuenta de que esa era la verdadera Ayub.  

Como mujer transgénero, se ha enfrentado a la policía que hace cumplir las leyes islámicas de la sharia (ley islámica). Según una disposición de dicha ley, se prohíbe a los hombres vestirse o comportarse como mujeres y aparecer en público de esa manera. Incumplir esta norma se castiga con una multa de 1.000 ringgit (aproximadamente 257 dólares estadounidenses) y penas de prisión de entre seis meses y un año. La ley de la sharia es aplicada por los departamentos religiosos islámicos estatales. Bajo esta ley, Ayub fue encarcelada durante tres meses en 2000. Durante su encarcelamiento en una prisión para hombres, el director de la institución y otros prisioneros la agredieron sexualmente. Sobre este tiempo en prisión, Ayub declaró: 
"Me pidieron que me desnudara delante de todos. Se burlaron de mí porque mi cuerpo no se ajusta a lo que se supone que son los hombres y las mujeres".
A través de organizaciones no gubernamentales, Ayub asesora a personas, proporciona formación para desarrollar carreras profesionales, aborda sus problemas de salud y bienestar y les brinda apoyo legal.

## Reconocimientos
En 2015, la organización Human Rights Watch reconoció la labor de Ayub con el Premio Alison Des Forges por Activismo Extraordinario por su lucha contra las leyes homófobas y tránsfobas de Malasia. Al año siguiente, en 2016, también recibió el Premio Internacional a las Mujeres de Coraje, convirtiéndose en la primera mujer abiertamente transgénero en recibir ese galardón. Ese mismo año, la ciudad de San Diego proclamó el 5 de abril como el Día de Nisha Ayub, y su alcalde, Kevin L. Faulconer, declaró "Nisha Ayub continúa luchando por la igualdad y la protección de todas las personas en su país y más allá de sus fronteras».
En 2018, una profesora titular de la Facultad de Agricultura de la Universidad de Putra Malasia, Leena Wong junto con el autor principal del estudio, Patrick Krug de la Universidad Estatal de California en Los Ángeles, descubrieron una nueva especie de babosa de mar que se camufla como alga marina, y la llamaron Sacoproteus nishae en honor a Ayub, por su capacidad para camuflarse como alga marina, siendo considerada "el mejor ejemplo de un animal disfrazándose de planta». 
En 2019, Nisha se convirtió en la única malaya en la lista de 100 mujeres de 2019 de la British Broadcasting Corporation (BBC), que la reconoció por su trabajo en ayudar a la comunidad transgénero local.